# Gare de Vaivre
La gare de Vaivre est une ancienne gare ferroviaire française de la ligne de Paris-Est à Mulhouse-Ville, située sur le territoire de la commune de Vaivre-et-Montoille, dans le département de la Haute-Saône, en région Bourgogne-Franche-Comté.
Elle est fermée à tout trafic ferroviaire.

## Situation ferroviaire
Établie à 218 mètres d'altitude, la gare de Vaivre se trouve au point kilométrique (PK) 376,868 de la ligne de Paris-Est à Mulhouse-Ville, où elle précède la gare ouverte de Vesoul.
Ancienne gare de bifurcation, elle constituait l'origine (au PK 0,000) de la ligne de Vaivre à Gray (partiellement réutilisée par un vélo-rail, sur une courte section commençant à environ 1 km de la gare).